# Titanoides
Titanoides byl rod vývojově primitivních savců z podřádu Pantodonta, který žil v paleocénu zhruba před 59 až 56 miliony let. Formálně jej popsal James William Gidley podle typového duhu Titanoides primaevus, jehož fosilie byly objeveny v Severní Dakotě a Montaně.

## Popis
Příslušníci rodu Titanoides dosahovali délky okolo dvou metrů, v kohoutku byli vysocí okolo jednoho metru a mohli vážit až 150–200 kg. Byla to robustně stavěná zvířata s krátkými silnými končetinami, na kterých měla pět prstů zakončených ostrými drápy. Hlava byla hranatá a široká, s malou mozkovnou a dlouhými zahnutými zuby. Vzhledem Titanoides poněkud připomínal medvěda, byl však téměř výhradně býložravý, kly a drápy mu sloužily pravděpodobně pouze na obranu nebo k vyhrabávání kořínků. Obýval subtropické lesy a bažiny, jeho predátory mohli být vzhledem k velikosti zřejmě pouze krokodýli.